# Amílcar-Cabral-Cup 1981
Der Amílcar-Cabral-Cup 1981 (portugiesisch Taça Amilcar Cabral) war die dritte Austragung der nach Amílcar Cabral benannten Westafrikameisterschaft (heutige Zone A). Sie fand zwischen dem 2. und 13. Februar 1981 in Bamako, der Hauptstadt Malis, statt. Sieger wurde zum ersten Mal die Nationalmannschaft Guineas.

## Gruppenphase

### Gruppe A
| Pl. | Land        | Sp. | S | U | N | Tore    | Diff. | Punkte |
| --- | ----------- | --- | - | - | - | ------- | ----- | ------ |
| 1.  | Mali        | 3   | 2 | 1 | 0 | 007:200 | +5    | 05:10  |
| 2.  | Guinea      | 3   | 1 | 2 | 0 | 004:300 | +1    | 04:20  |
| 3.  | Mauretanien | 3   | 1 | 0 | 2 | 002:400 | −2    | 02:40  |
| 4.  | Gambia      | 3   | 0 | 1 | 2 | 002:600 | −4    | 01:50  |

|                 |   |             |       |
| 2. Februar 1981 |   |             |       |
| Guinea          | – | Gambia      | 1:1   |
| Mali            | – | Mauretanien | 2:0   |
| 4. Februar 1981 |   |             |       |
| Mauretanien     | – | Gambia      | 1:0 1 |
| 4. Februar 1981 |   |             |       |
| Mali            | – | Guinea      | 1:1   |
| 6. Februar 1981 |   |             |       |
| Mali            | – | Gambia      | 4:1   |
| Guinea          | – | Mauretanien | 2:1   |

### Gruppe B
Sierra Leone zog seine Mannschaft vor dem Beginn des Turniers aus finanziellen Gründen zurück.
| Pl. | Land          | Sp. | S | U | N | Tore    | Diff. | Punkte |
| --- | ------------- | --- | - | - | - | ------- | ----- | ------ |
| 1.  | Senegal       | 2   | 2 | 0 | 0 | 002:000 | +2    | 04:0   |
| 2.  | Kap Verde     | 2   | 1 | 0 | 1 | 003:100 | +2    | 02:20  |
| 3.  | Guinea-Bissau | 2   | 0 | 0 | 2 | 000:400 | −4    | 0:40   |

|                 |   |               |     |
| 3. Februar 1981 |   |               |     |
| Senegal         | – | Kap Verde     | 1:0 |
| 5. Februar 1981 |   |               |     |
| Senegal         | – | Guinea-Bissau | 1:0 |
| 7. Februar 1981 |   |               |     |
| Kap Verde       | – | Guinea-Bissau | 3:0 |

## Finalrunde

### Halbfinale
| Datum            |        | Ergebnis |           |
| ---------------- | ------ | -------- | --------- |
| 9. Februar 1981  | Mali   | 2:0      | Kap Verde |
| 10. Februar 1981 | Guinea | 1:0      | Senegal   |

### Spiel um Platz 5
| Datum            |             | Ergebnis |               |
| ---------------- | ----------- | -------- | ------------- |
| 11. Februar 1981 | Mauretanien | 3:4      | Guinea-Bissau |

### Spiel um Platz 3
| Datum            |         | Ergebnis |           |
| ---------------- | ------- | -------- | --------- |
| 12. Februar 1981 | Senegal | 5:1      | Kap Verde |

### Finale
| Datum            |        | Ergebnis        |      |
| ---------------- | ------ | --------------- | ---- |
| 13. Februar 1981 | Guinea | 0:0 (6:5 i. E.) | Mali |